# Museumplein (Amsterdam)

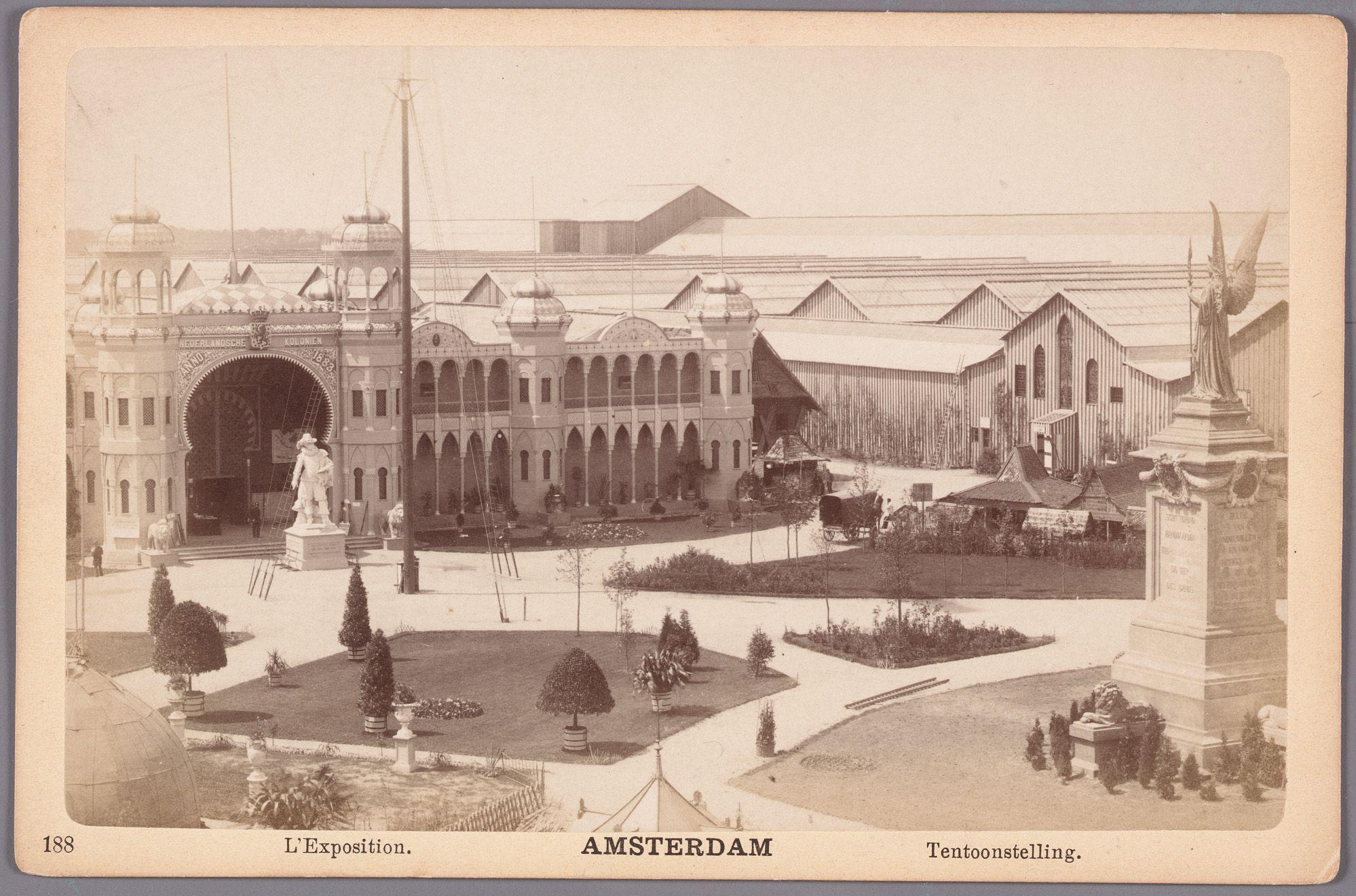
Wereldtentoonstelling 1883. Terrein van de Internationale, Koloniale en Uitvoerhandel Tentoonstelling met links het Koloniaal Gebouw. Het tegenwoordige Museumplein. Links een beeld van Jan Pieterszoon Coen, rechts het Atjeh-monument.

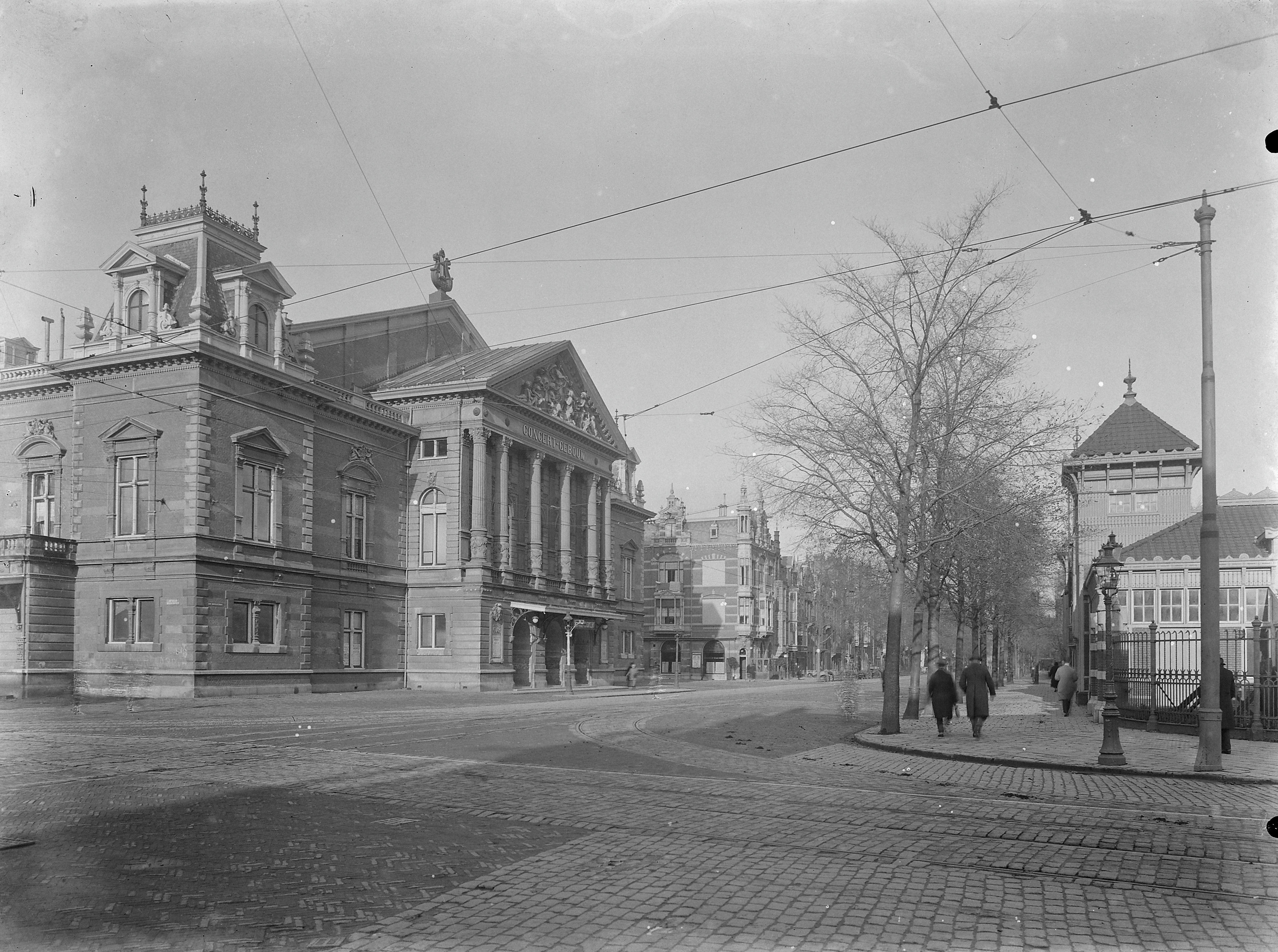
Voorgevel van het Concertgebouw met rechts het gebouw van de Amsterdamse IJsclub.

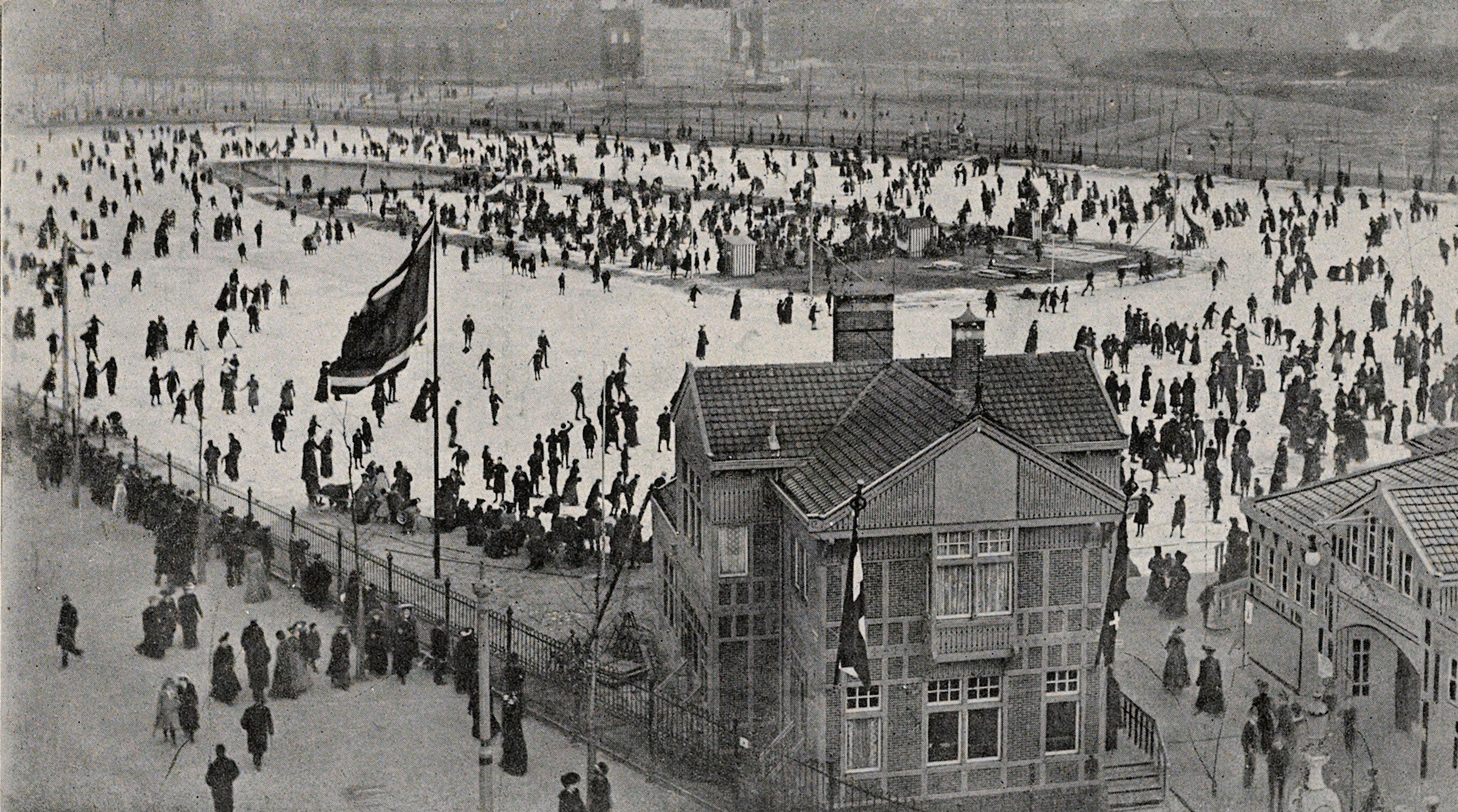
IJsbaan Museumplein; circa 1900

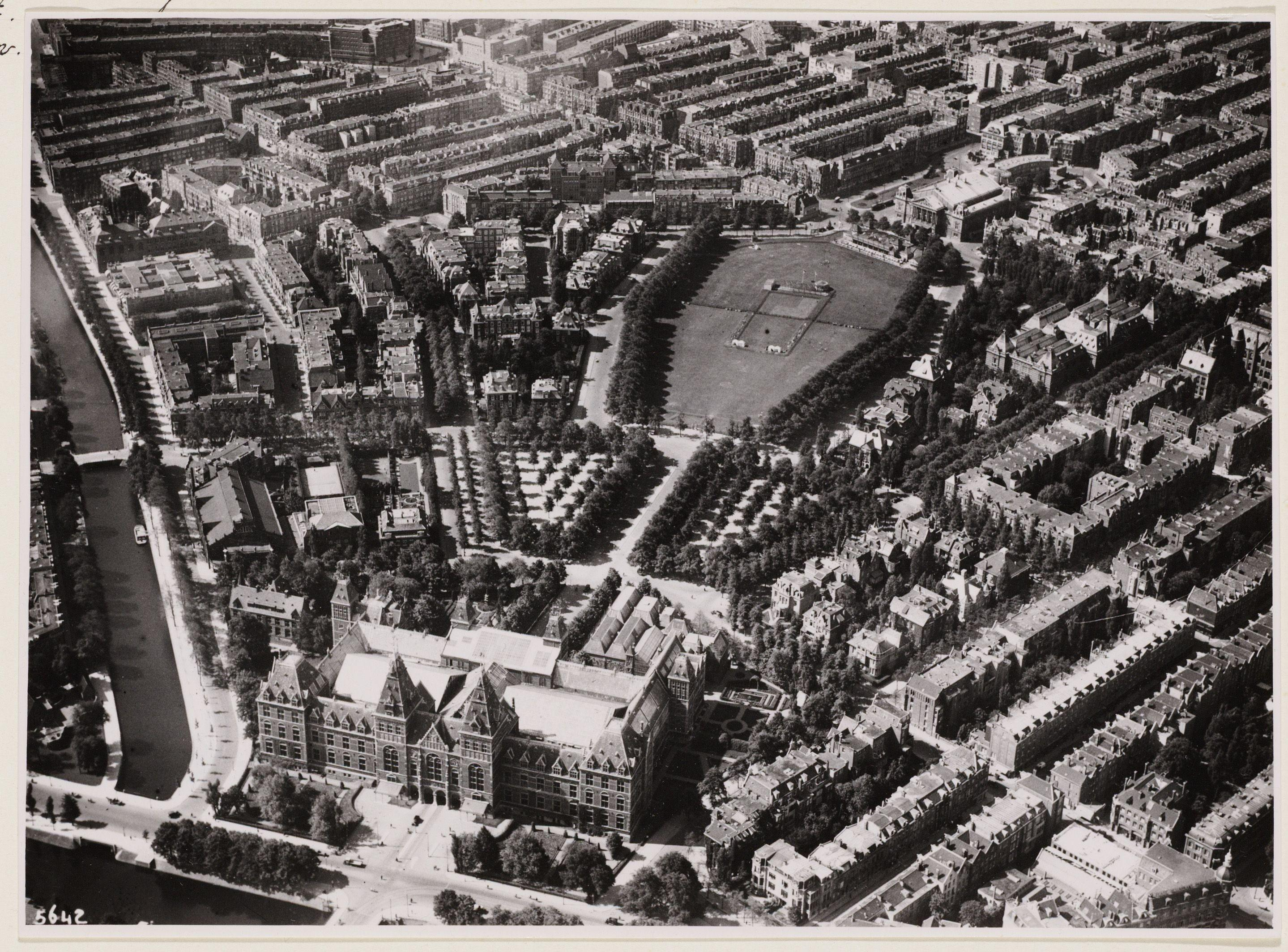
Luchtfoto van het Museumplein; 1928

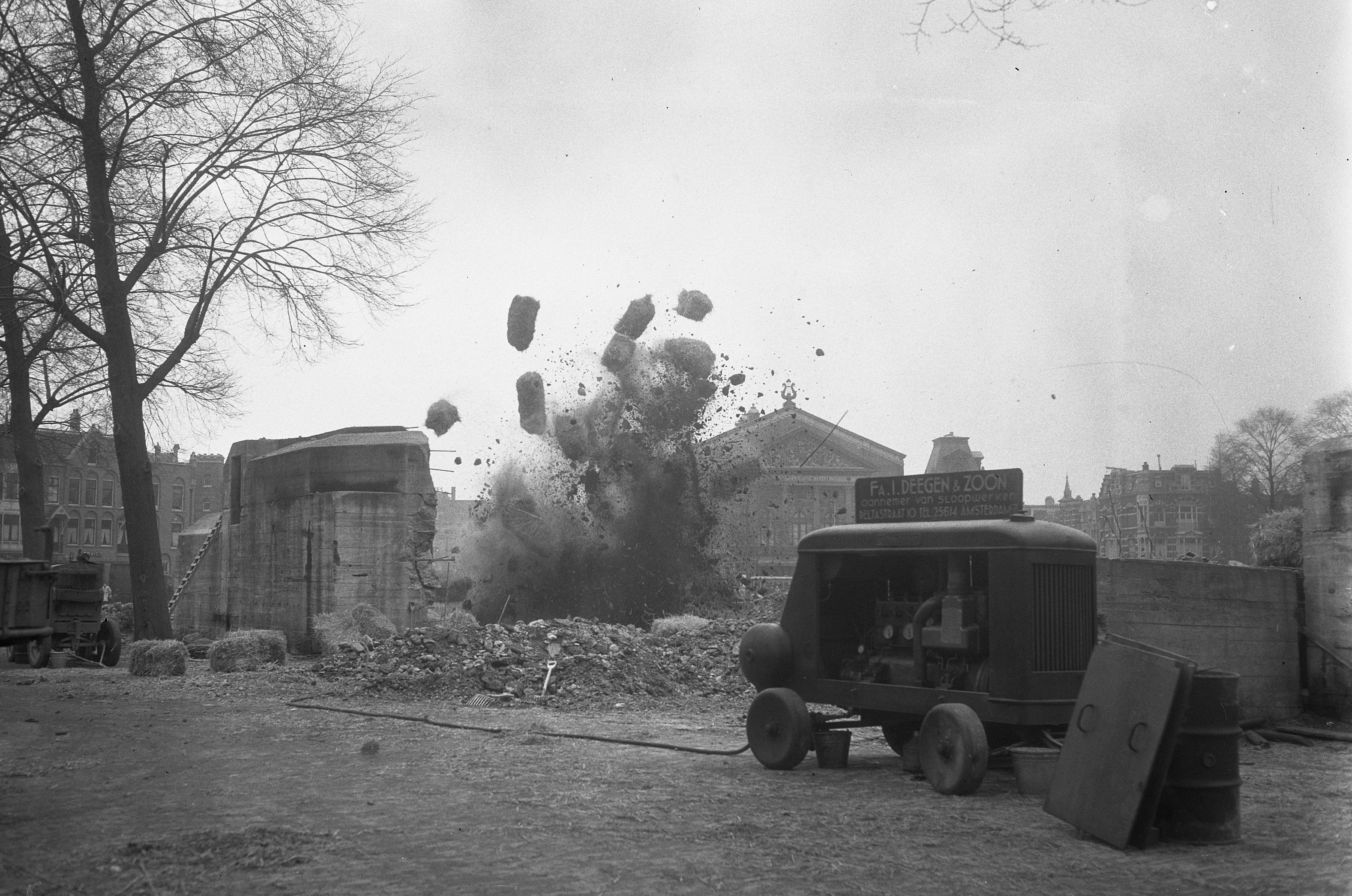
Opblazen van de bunkers in 1953

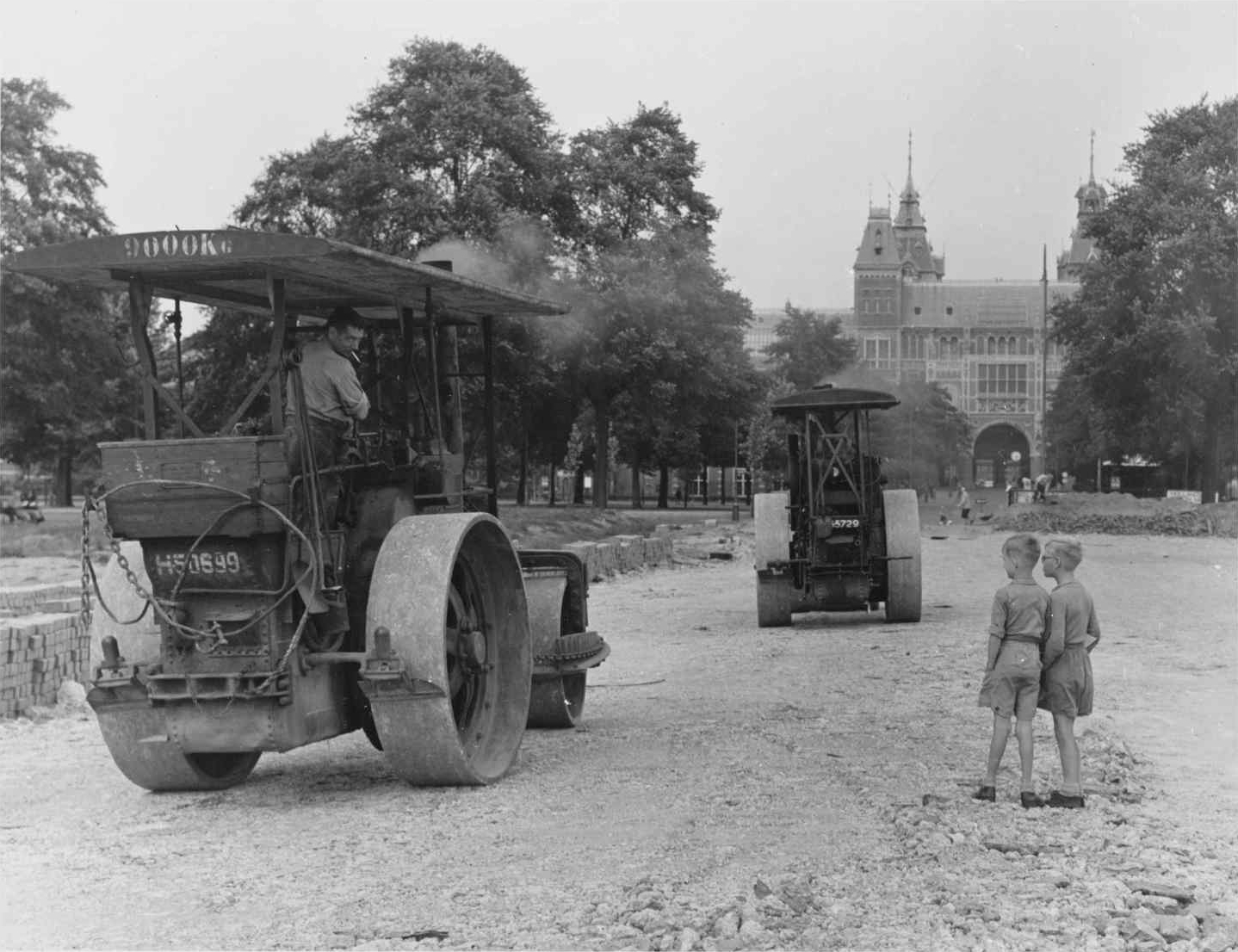
Aanleg van de weg in 1953

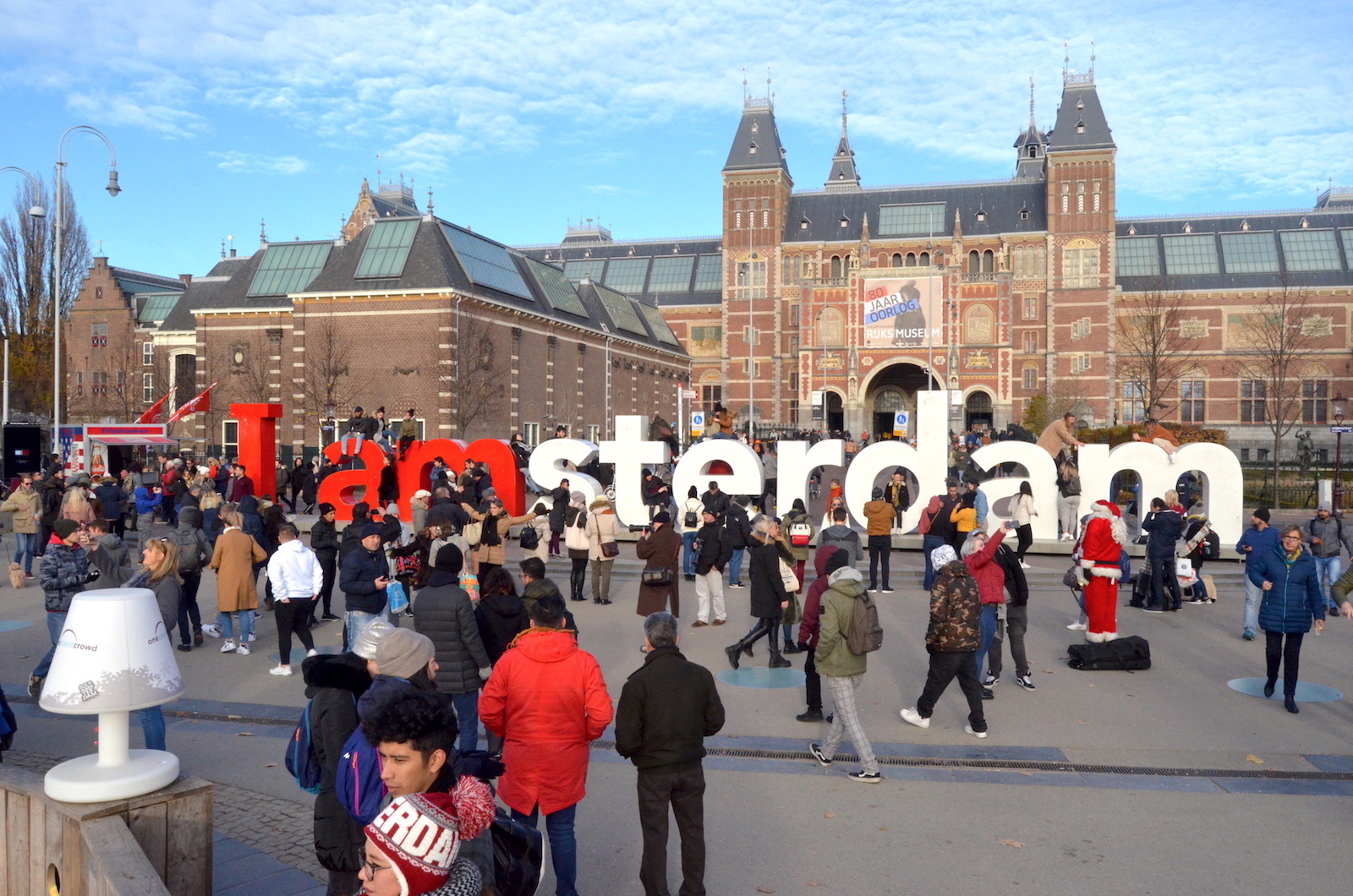
Toeristendrukte bij 'I amsterdam' op het Museumplein; november 2018.

Het Museumplein is een plein en stadspark in het stadsdeel Amsterdam-Zuid, net ten zuiden van Amsterdam-Centrum. Het dankt zijn naam aan het in 1885 geopende Rijksmuseum dat aan het plein is gelegen. Ook het Stedelijk Museum, het Van Gogh Museum, het Moco Museum, de jaarlijkse expositie ArtExpoAmsterdam en het Concertgebouw liggen aan het Museumplein.

## Geschiedenis
Vanaf de 17e eeuw lagen op deze plaats de Mennonietensloot en het Mennonietenpad. Daaraan stonden zeven windmolens, met name houtzaag- en graanmolens. In 1878 werden de laatste molens afgebroken om plaats te maken voor het Rijksmuseum.
Oorspronkelijk zouden op het terrein villa's verrijzen met het Rijksmuseumgebouw als toegangspoort. De gemeente had hier de architect E. Gugel opdracht toe gegeven. De bijgebouwen aan deze kant van het Rijksmuseum, zoals de directeurswoning en de bibliotheek, zouden hier architectonisch op aansluiten. Door een pleidooi van Pierre Cuypers, de architect van het Rijksmuseum, tijdens de raadsvergadering van 2 december 1891, besloot de gemeente uiteindelijk in 1902 een groot deel open te laten en een deel van een blok villa's te voorzien. De naam Museumplein werd in 1903 officieel vastgesteld.
Op het braakliggende terrein achter het Rijksmuseumgebouw werd de Internationale Koloniale en Uitvoerhandel Tentoonstelling gehouden, gevolgd door de Wereldtentoonstelling voor het Hotel- en Reiswezen in 1895.
Het terrein werd vanaf 1887 in de winter gebruikt als de ijsbaan van Amsterdam. Er werden op deze 400-meterbaan aan het eind van de 19e eeuw een aantal internationale allroundkampioenschappen georganiseerd, waaronder de eerste officieuze wereldkampioenschappen in 1889 en de eerste officiële wereldkampioenschappen in 1893 met Jaap Eden als winnaar. Tot 1940 bevond zich de Amsterdamse IJsclub op het terrein, het clubgebouw stond tegenover het Concertgebouw.
Tijdens de Tweede Wereldoorlog werden op het terrein bunkers gebouwd en werd het terrein zanderig. Na de oorlog werd besloten tot een herinrichting door Cornelis van Eesteren, verbonden aan de Afdeling Stadsontwikkeling, en landschapsarchitect Hans Warnau. De bunkers werden in 1946 en 1953 gesloopt. In 1953 werd in het verlengde van de Passage Rijksmuseum een klinkerweg aangelegd, die ook wel de Kortste snelweg van Nederland werd genoemd. Deze had met een verkeerscircuit aan moeten sluiten op de snelweg uit Den Haag om het snelverkeer toegang te verlenen tot de Amsterdamse binnenstad. Door protesten van buurtbewoners verenigd in Comité van Actie en Stichting Museumplein gingen deze plannen niet door. Het plein werd door de korte snelweg wel een veelgebruikte parkeerplaats voor touringcars.
Na de bouw van een ondergrondse parkeergarage voor de touringcars werd "de kortste snelweg" in 1997 gesloten. Vervolgens werd het plein in 1999 opnieuw ingericht naar het ontwerp van de landschapsarchitect Sven Ingvar Andersson. Aan de Van Baerlestraat kwam een ondergrondse supermarkt (AH). Kenmerkend is het 'ezelsoor', een schuin oplopend stukje gras dat vanuit het park de illusie van een vrije horizon geeft en waaronder de ingang van de parkeergarage en de ingang van de supermarkt liggen. Het plein is daarmee van een gedeeltelijk bestraat plein met bomen veranderd in een veld dat zowel plein als park is. Centraal achter het Rijksmuseum kwam een vijver met rondom grindverharding. Wegens langdurige ernstige lekkages werd de vijver in 2024 gesloopt om daarna door een nieuwe te worden vervangen.
In 2008 werden plannen gelanceerd om het Museumplein opnieuw op de schop te nemen. De gemeente Amsterdam vond dat het plein geen 'hoofdstedelijk karakter' heeft. De hoofdingangen van de musea zouden alle aan het plein komen en de aangrenzende buurten De Pijp en Oud-Zuid zouden meer bij het plein betrokken moeten worden. Ook het door verkeersstromen niet meer zichtbare Concertgebouwplein zou in deze plannen meer aanwezig zijn en aansluiten bij het Museumplein.
Zowel bij het Stedelijk Museum als het Van Goghmuseum is na een verbouwing in resp. 2012 en 2013 de hoofdingang van de Paulus Potterstraat naar de zijde van het Museumplein verplaatst.

## Functies van het plein
Door de decennia heen hebben Amsterdammers en toeristen het plein dagelijks gebruikt om te recreëren en uit te rusten. Voor de oorlog stond het terrein in de volksmond bekend als het IJsclubterrein. Ook nu nodigen de grasvlaktes uit tot voetballen, frisbeeën en picknicken, terwijl onder de platanen en rondom het basketbalveldje er al minstens vier decennia petanque wordt gespeeld. Ook staat er sinds de laatste herinrichting een halfpipe die veel wordt gebruikt.
Sinds 1999 is er een vijver nabij het Rijksmuseum met aan weerszijden terrasjes en een museumwinkel. Toeristen gebruiken het plein om uit te rusten van hun culturele uitjes en als verzamelplaats voor de bus die ergens onder het plein staat geparkeerd. Sinds de herinrichting van het plein in 1999 heeft het plein niet meer de verkeersfunctie van voorheen, er lopen alleen nog enkele fietspaden doorheen.
Van 2004/2008 tot 2018 stonden bij de oever van de vijver 10 rood-witte letters die met een hoogte van 2 meter en een lengte van 23,5 meter de tekst 'I amsterdam' vormden. Zij waren daar neergezet als onderdeel van een marketingcampagne van de gemeente Amsterdam om het toerisme naar Amsterdam te stimuleren. In de loop der jaren groeide deze tekst uit tot een geliefde trekpleister voor toeristen uit de hele wereld. Ook elders in Amsterdam staan/stonden vergelijkbare letters. Zij hebben ook op diverse plaatsen buiten Amsterdam navolging gevonden. In oktober 2018 besloot de gemeenteraad van Amsterdam dat zij moesten verdwijnen als symbolische daad in de bestrijding van het massatoerisme dat Amsterdam sinds enige jaren 'overspoelt'. Op 3 december 2018 werden de letters verwijderd. Na een opknapbeurt zouden zij in het kader van 'spreiding van het toerisme' tijdelijk terugkeren op diverse plaatsen elders in de stad.

### Manifestaties en evenementen
Naast de gewone dagelijkse functies wordt het plein gebruikt voor vele manifestaties en evenementen zoals; massademonstraties, de Uitmarkt (laatste keer in 2022), en Koningsdag. In de jaren zeventig en tachtig werd het Museumplein ingericht voor de Boulevard of Broken Dreams, tegenwoordig De Parade genaamd en plaatsvindend in het Martin Luther Kingpark.
Op 21 november 1981 vond op het Museumplein een van de allergrootste demonstraties plaats in de Nederlandse geschiedenis: 420.000 mensen demonstreerden op initiatief van onder meer het Interkerkelijk Vredesberaad tegen de plaatsing van nieuwe kernwapens in Europa.
Minimaal tweemaal per jaar is het Museumplein het podium voor 50 internationale kunstenaars en galeries die tijdens Art ExpoAmsterdam zich in een tijdelijk museum presenteren. Sinds de ingebruikname van het vernieuwde Museumplein in augustus 1999 werd hier meerdere jaren achtereen (tot 2022) de Uitmarkt gehouden. In de winter kan de vijver worden gebruikt als kunstijsbaan. In de zomer van 2005 stond op het plein het Roue de Paris, Europa's grootste transportabele reuzenrad.
Tot 2011 vond op het Museumplein op Koninginnedag het Koninginnedagfeest van Radio 538 plaats. Dit feest is na een onderbreking van drie jaar verplaatst naar het Chasséveld in Breda omdat het feest uit veiligheidsoverwegingen niet meer mocht plaatsvinden op het plein. Als het Nederlands voetbalelftal zich kwalificeerde voor een EK of WK, werden de wedstrijden massaal bekeken op het Museumplein tijdens het door Radio 538 georganiseerde Oranjeplein. Als Ajax een belangrijke prijs wint, worden zij meestal gehuldigd op het Museumplein.
Sinds 2017 vindt op 5 mei jaarlijks het Bevrijdingsdans Festival plaats bij de vijver op het Museumplein. 'Dansen om de Vrijheid te vieren' is de slogan van dit openbare Bevrijdingsfestival waar alles draait om dans.

## Openbaar vervoer

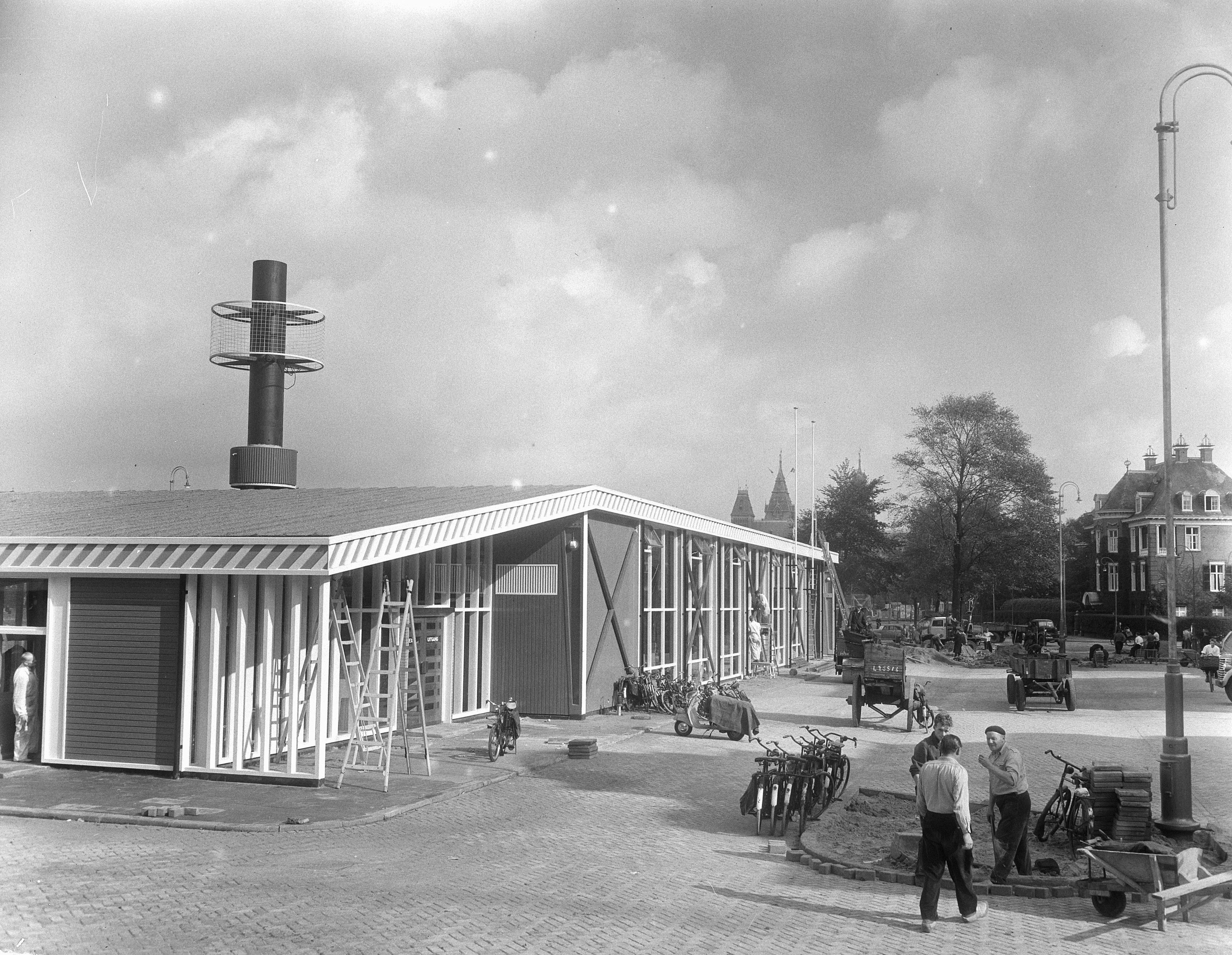
KLM-busstation in aanbouw in 1953.

De tramlijnen 2, 3, 5, 12 en de buslijnen 347, 357, 397, N47, N57 en N97 hebben een halte bij het Museumplein.
Vanaf 1953 stond er bijna dertig jaar een KLM-gebouwtje bij het vertrekpunt van de KLM-bussen naar Schiphol. Met de opening van de Schiphollijn in 1981 kwam dit te vervallen. In de jaren zeventig waren er plannen de Schipholspoorlijn een ondergronds station Amsterdam Museumplein te geven, maar na protesten alsmede vanwege de hoge kosten zag men hiervan af.

## Canon van Amsterdam
- Vondelpark en Museumplein is venster nummer 29 van de Canon van Amsterdam.

## Gebouwen
Rondom het plein staan vele markante gebouwen met semi-publieke functies. Naast de musea staan er ook verschillende stadsvilla's in de stijl van begin twintigste eeuw. De volgende gebouwen zijn goed zichtbaar aan het plein.
- Rijksmuseum - noordoostzijde
- Concertgebouw - zuidwestzijde
- Stedelijk Museum - westzijde
- Van Goghmuseum - westzijde
- Consulaat van de Verenigde Staten - oostzijde
- Voormalig ziekenhuis Boerhaave kliniek - oostzijde

## Monumenten
- Ravensbrückmonument
- Zigeunermonument Hel en vuur

## Galerij

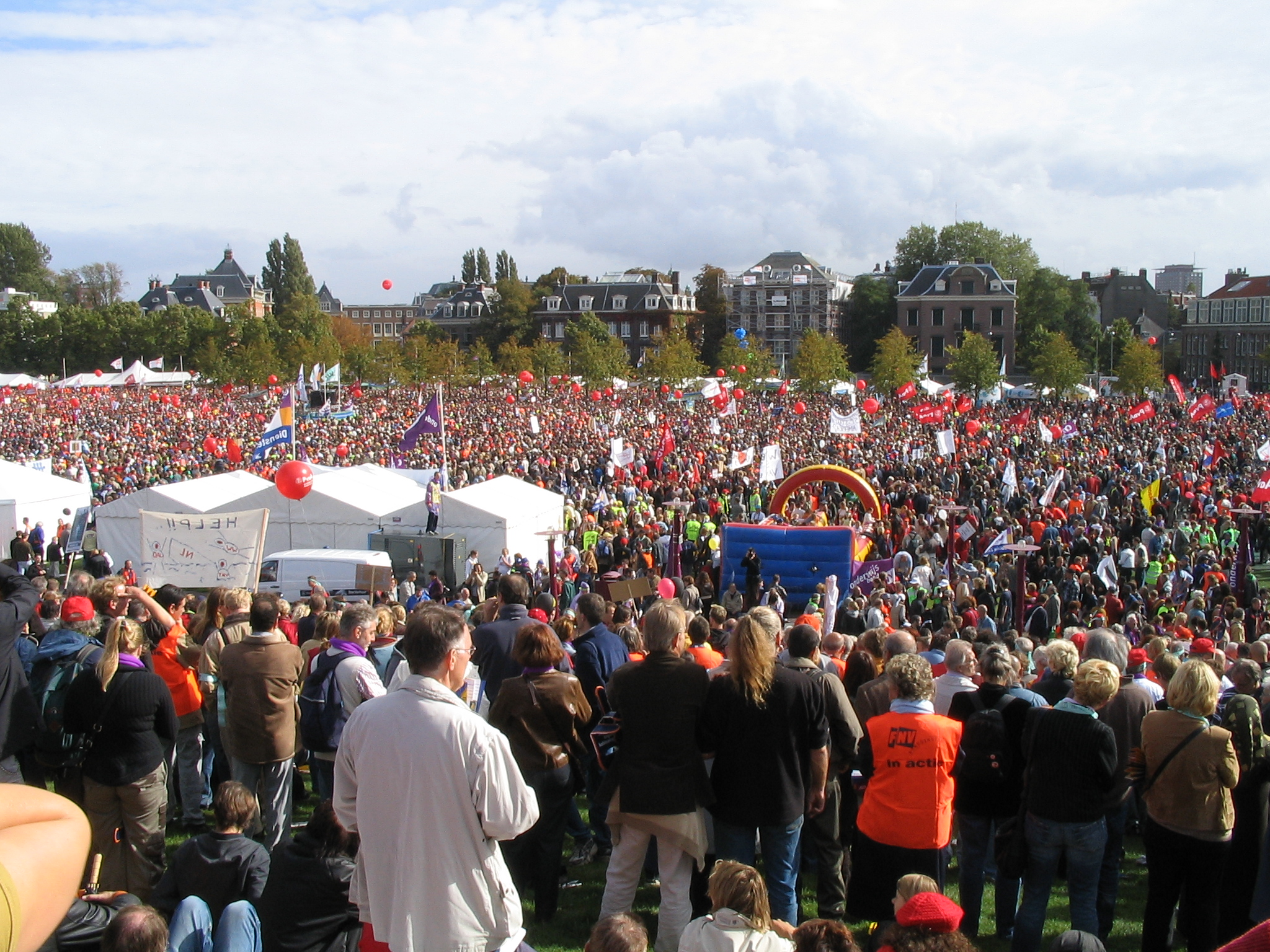
Demonstratie op het Museumplein
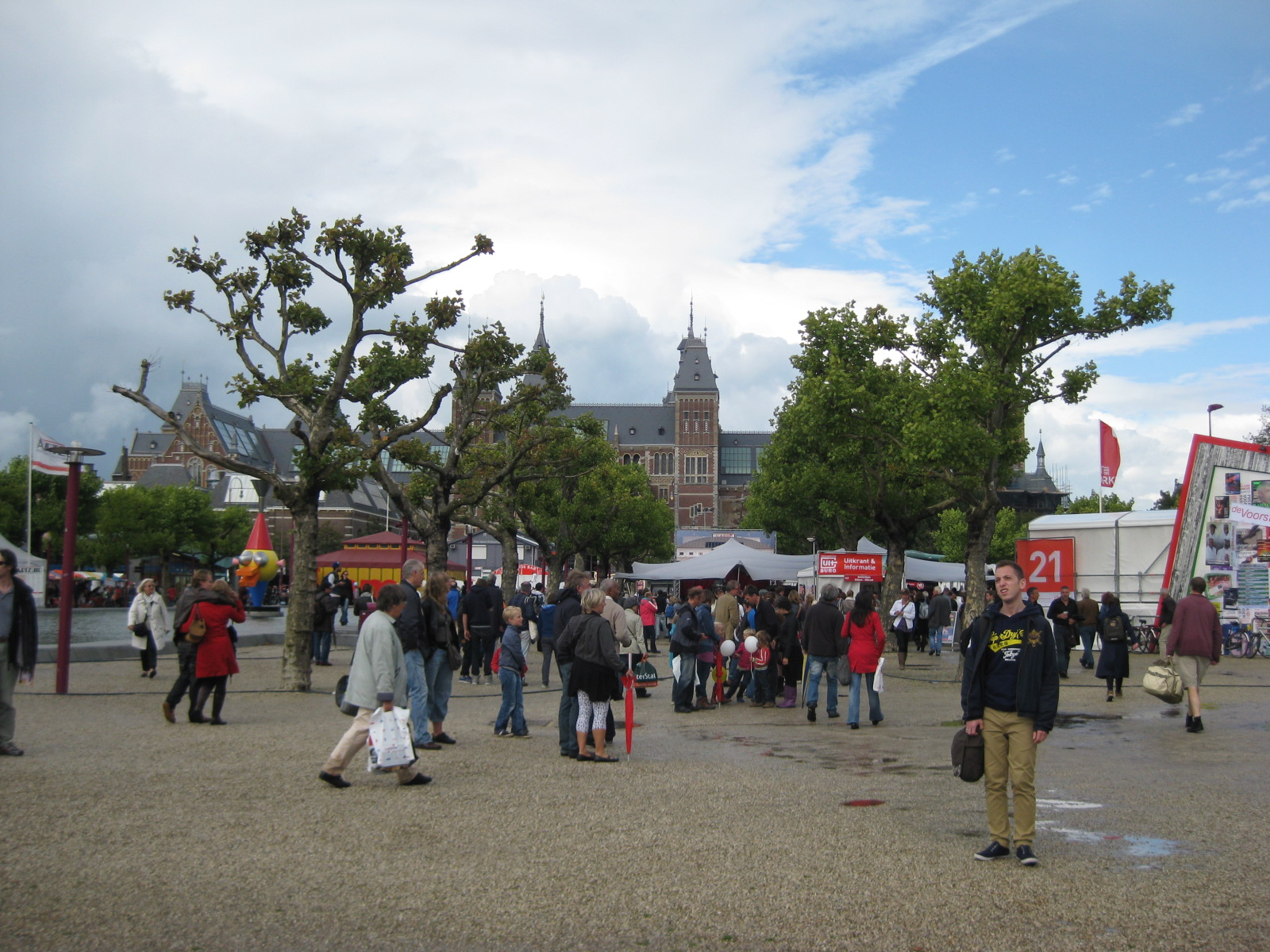
Uitmarkt 2011
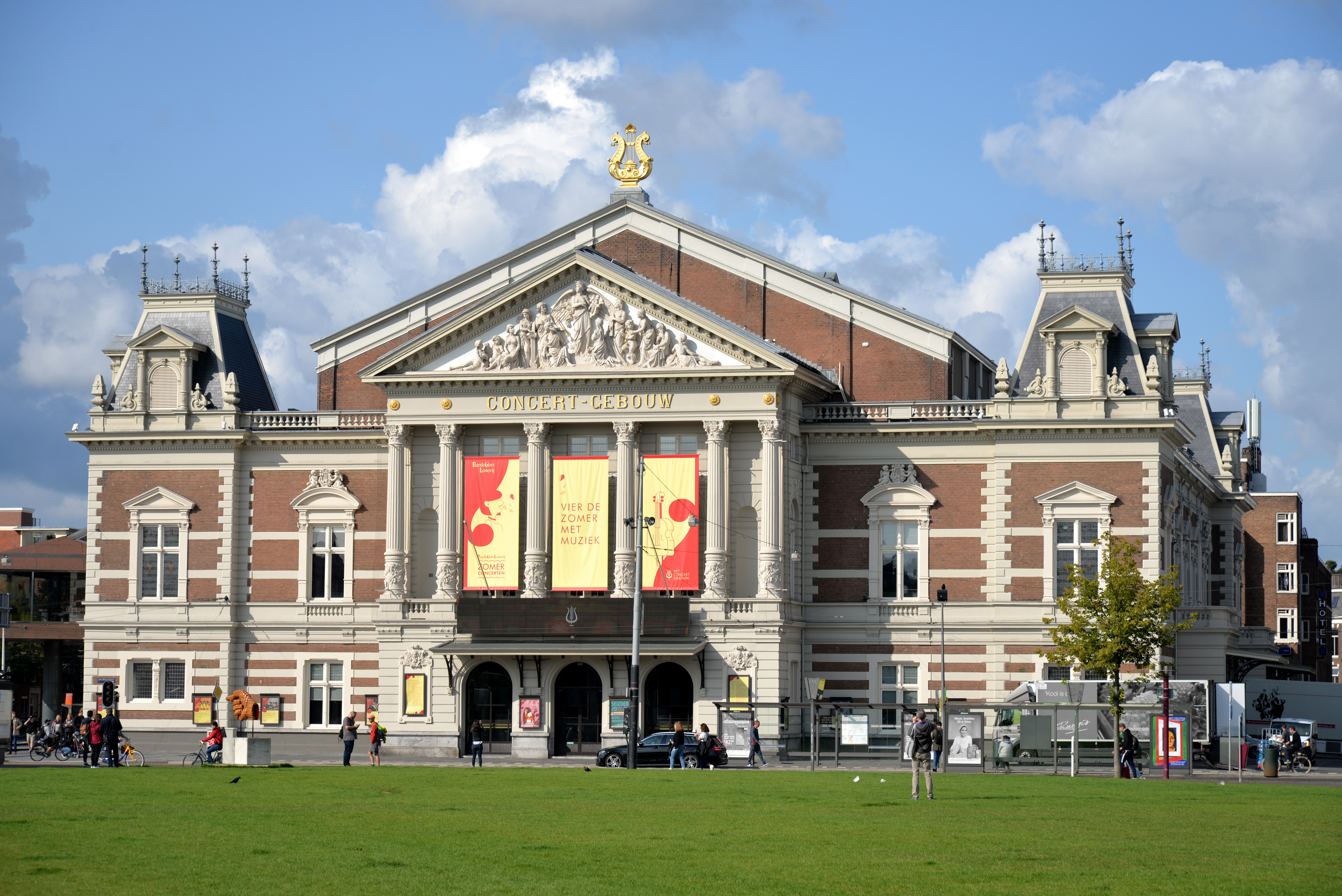
Zuidwestkant van het Museumplein met het Concertgebouw
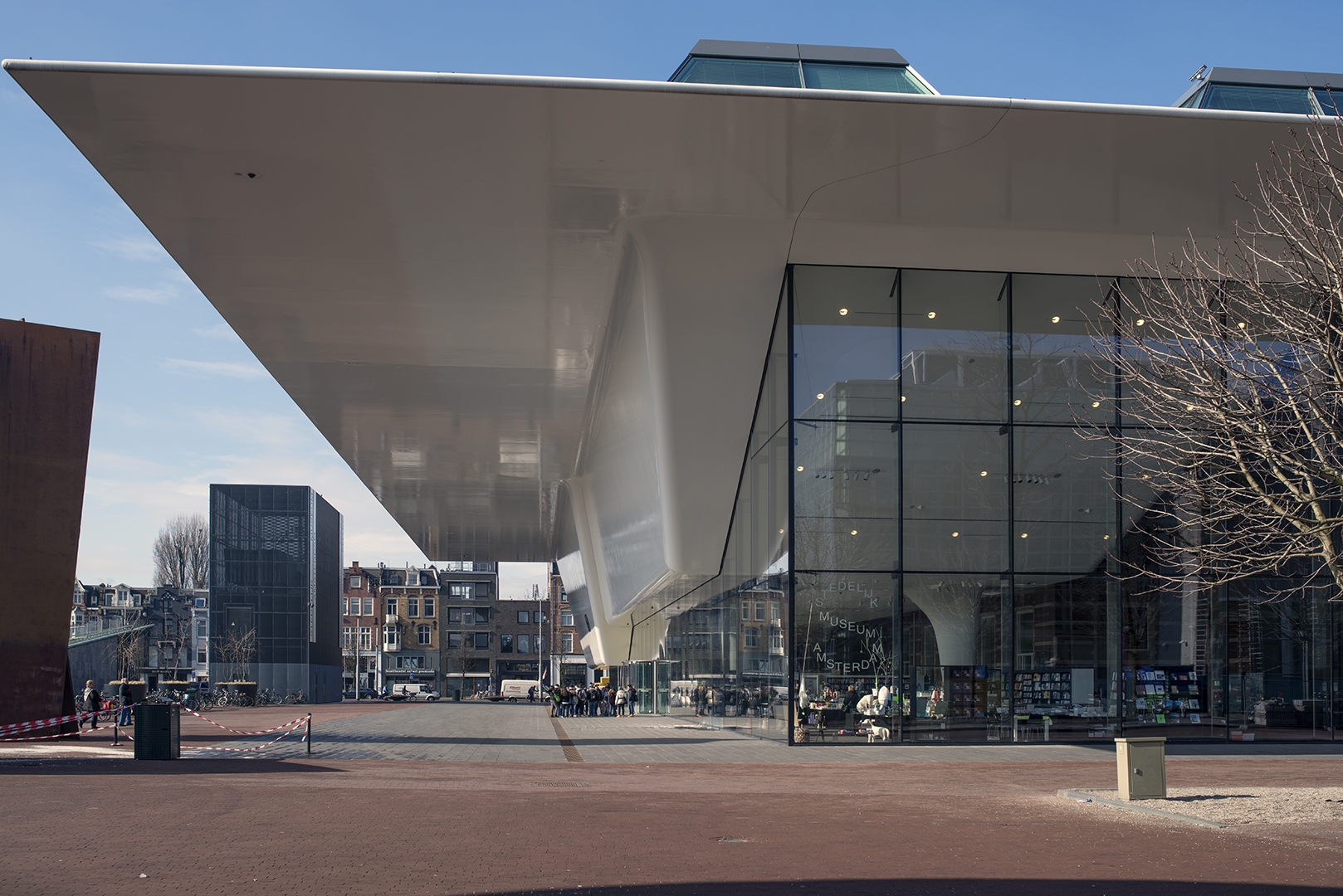
Nieuwe vleugel van het Stedelijk Museum
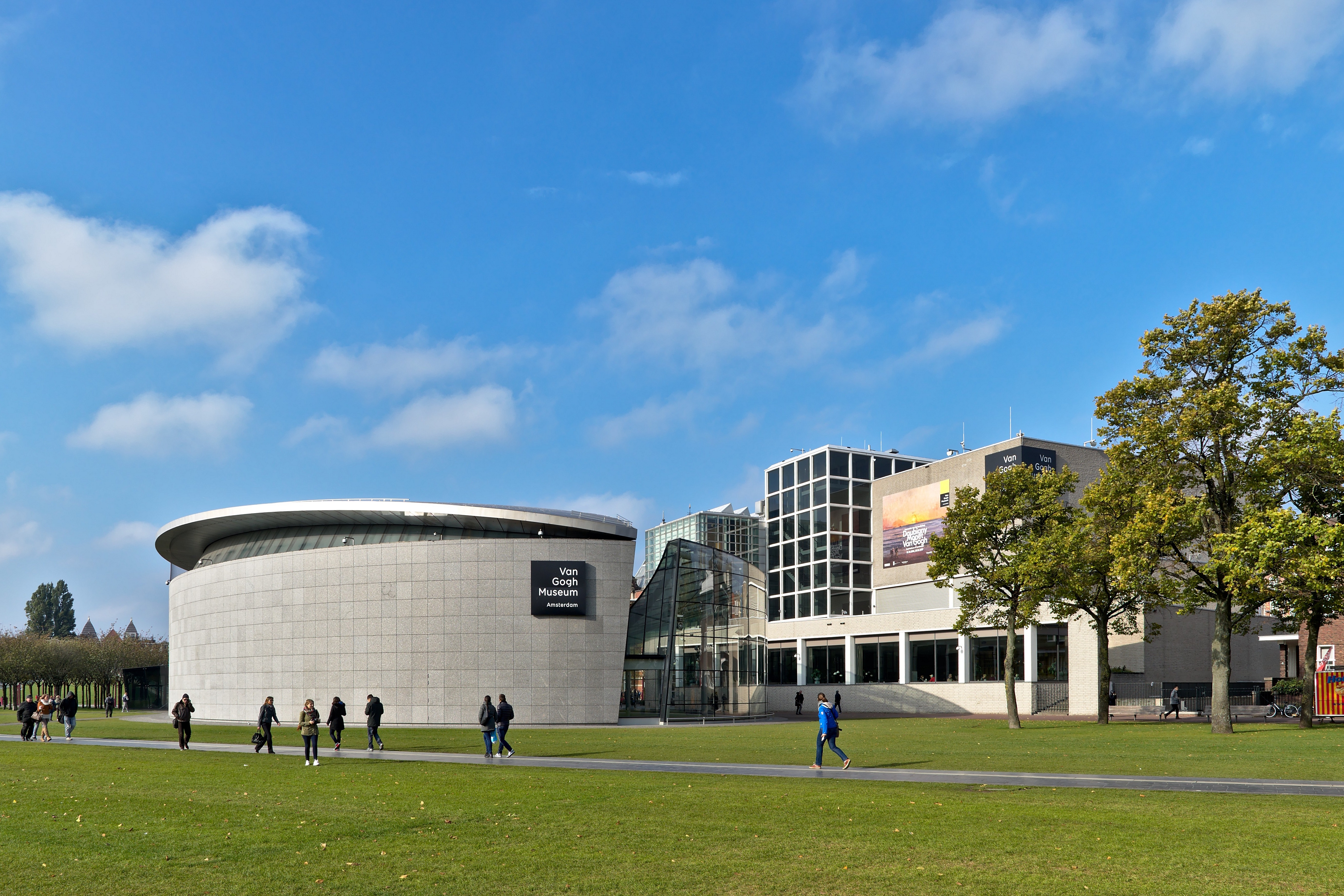
Het Van Gogh Museum
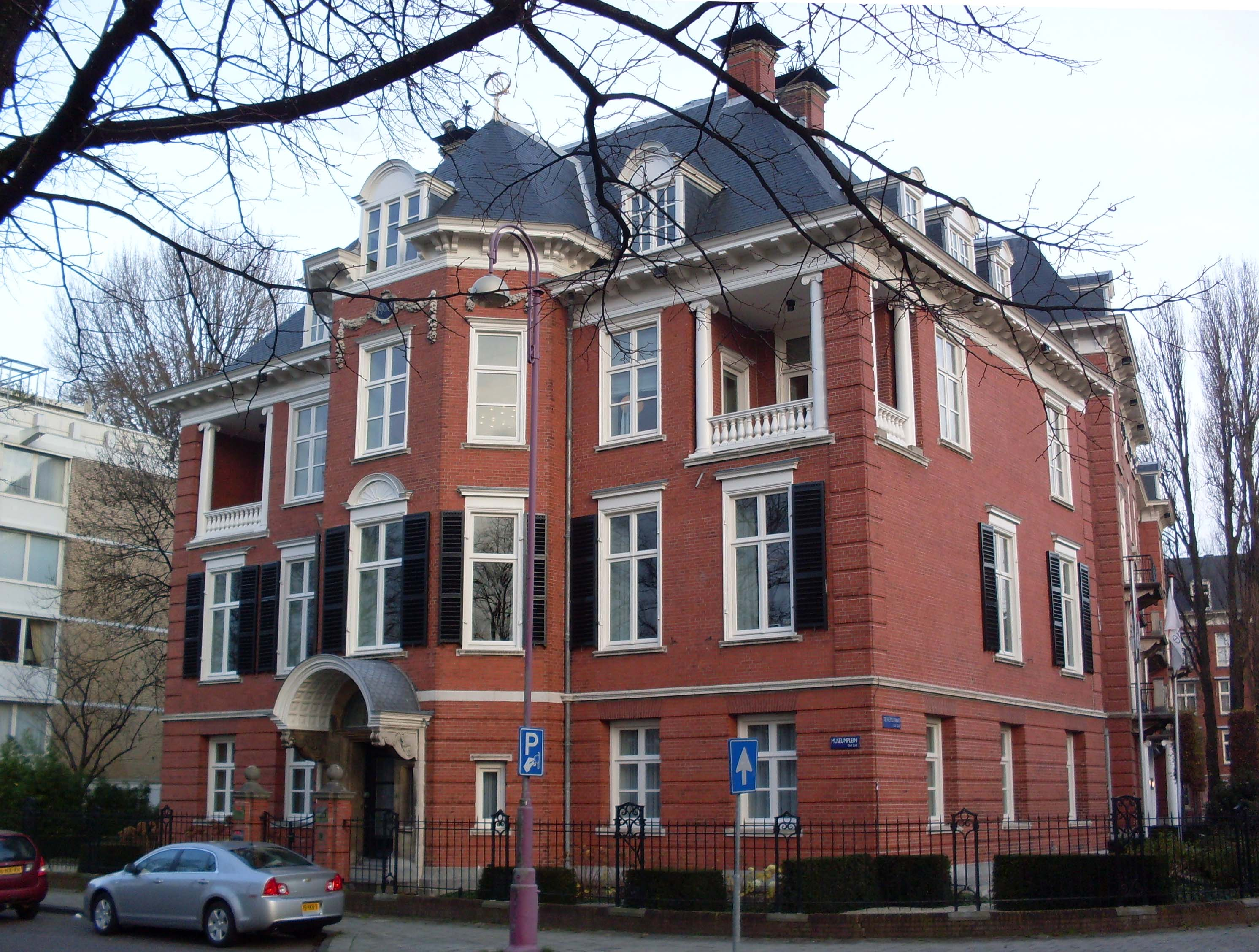
Het gebouw van de vroegere Boerhaave kliniek
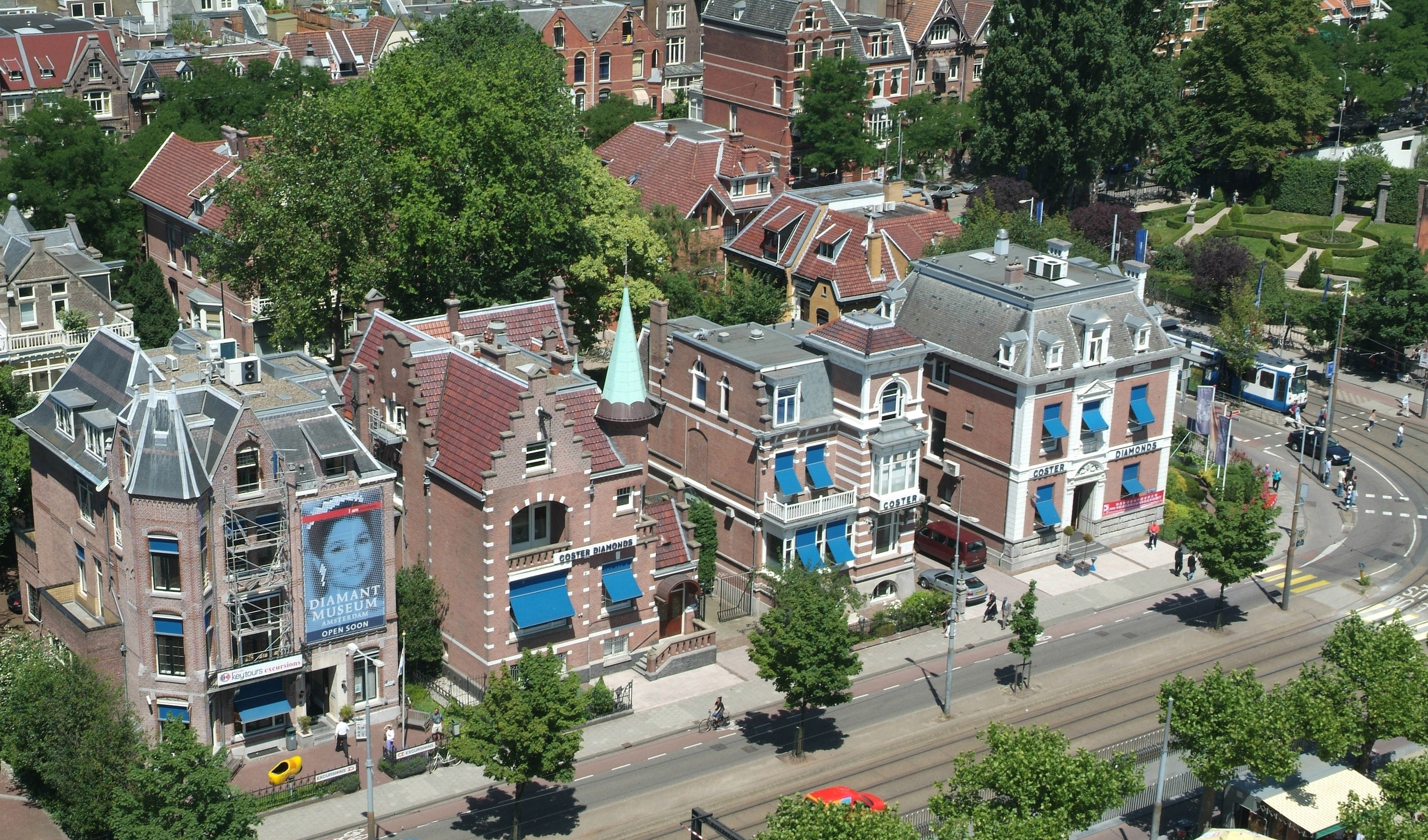
Coster Diamonds en Diamantmuseum
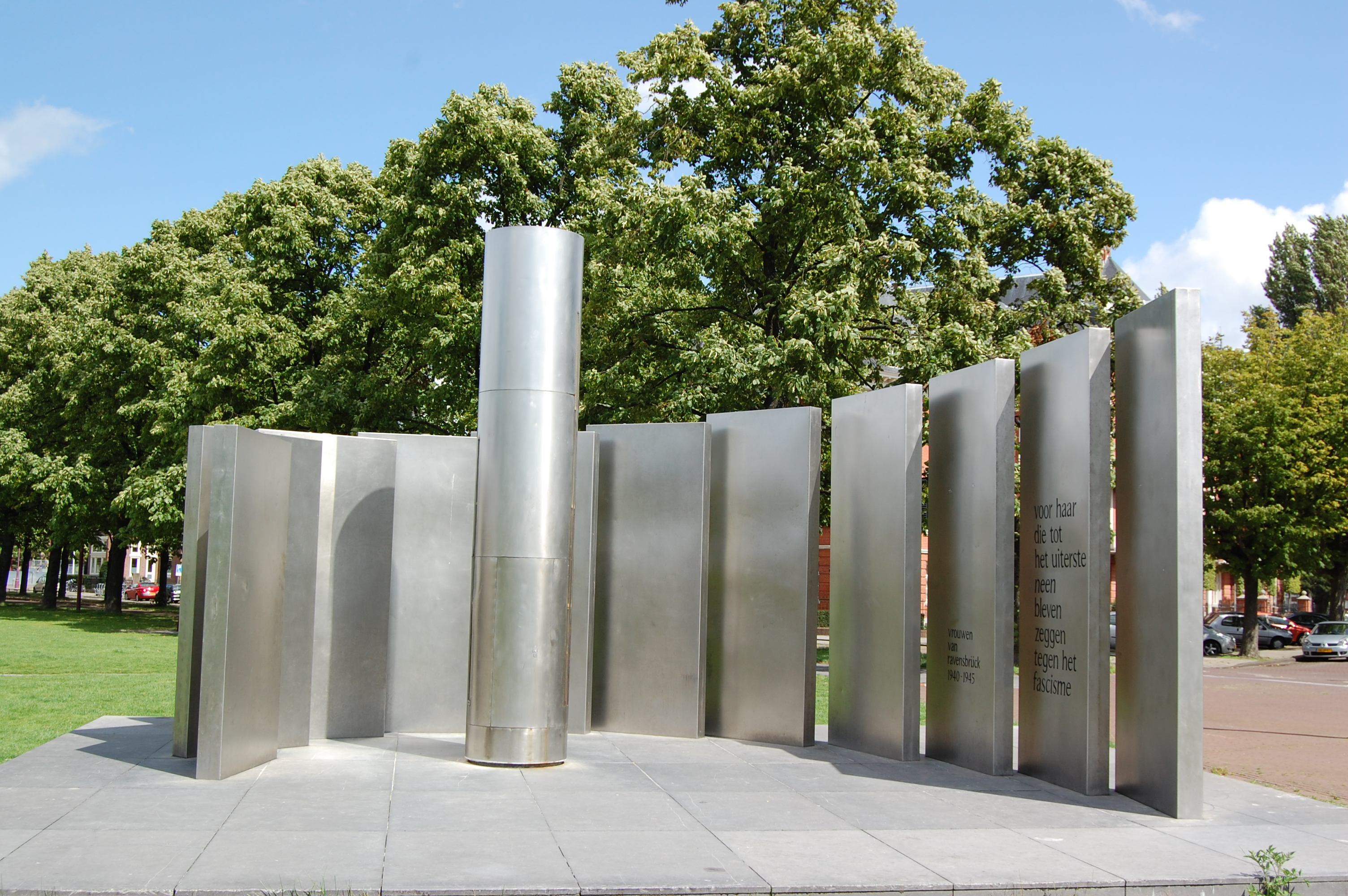
Ravensbrückmonument
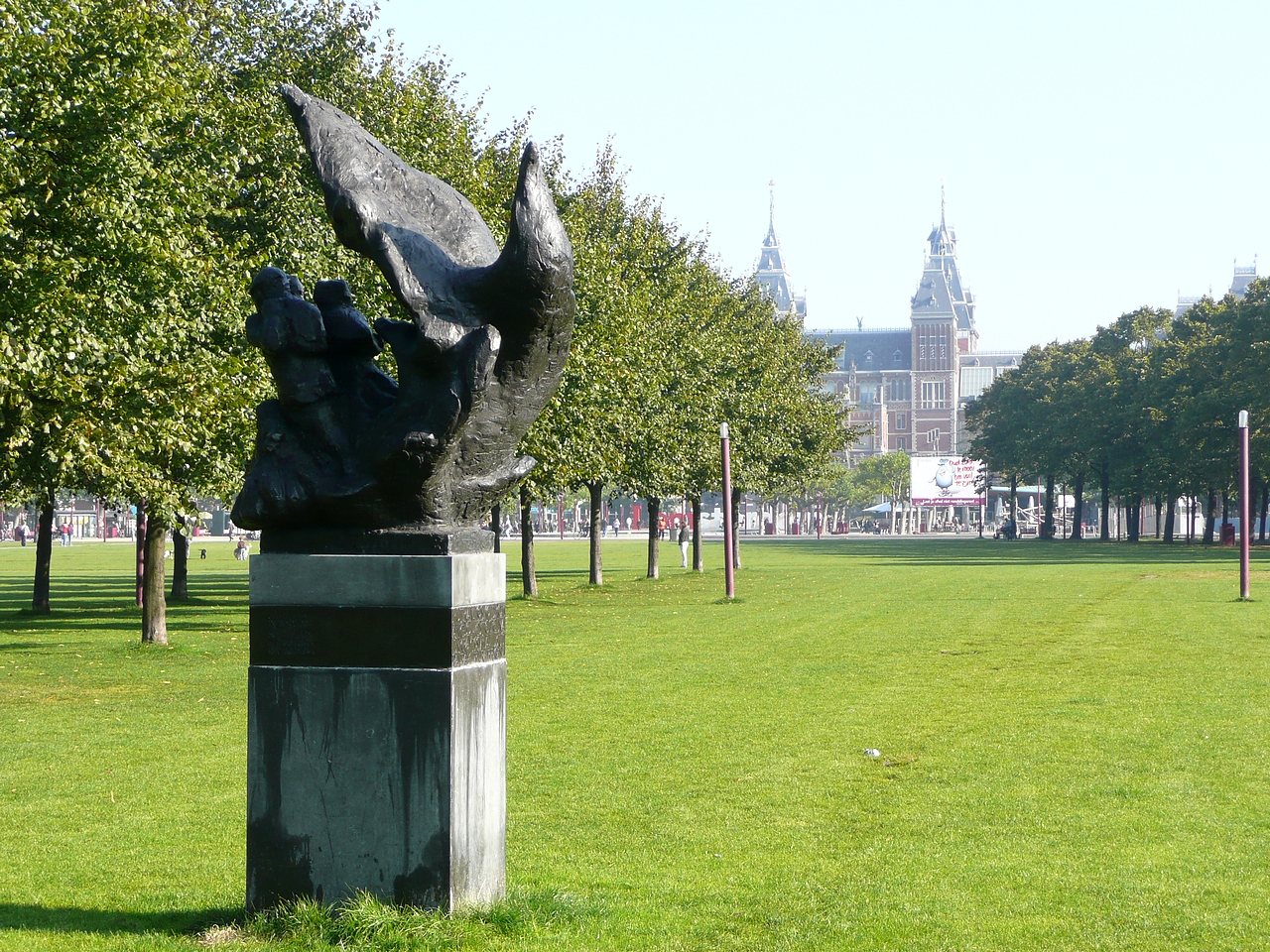
Zigeunermonument Hel en vuur
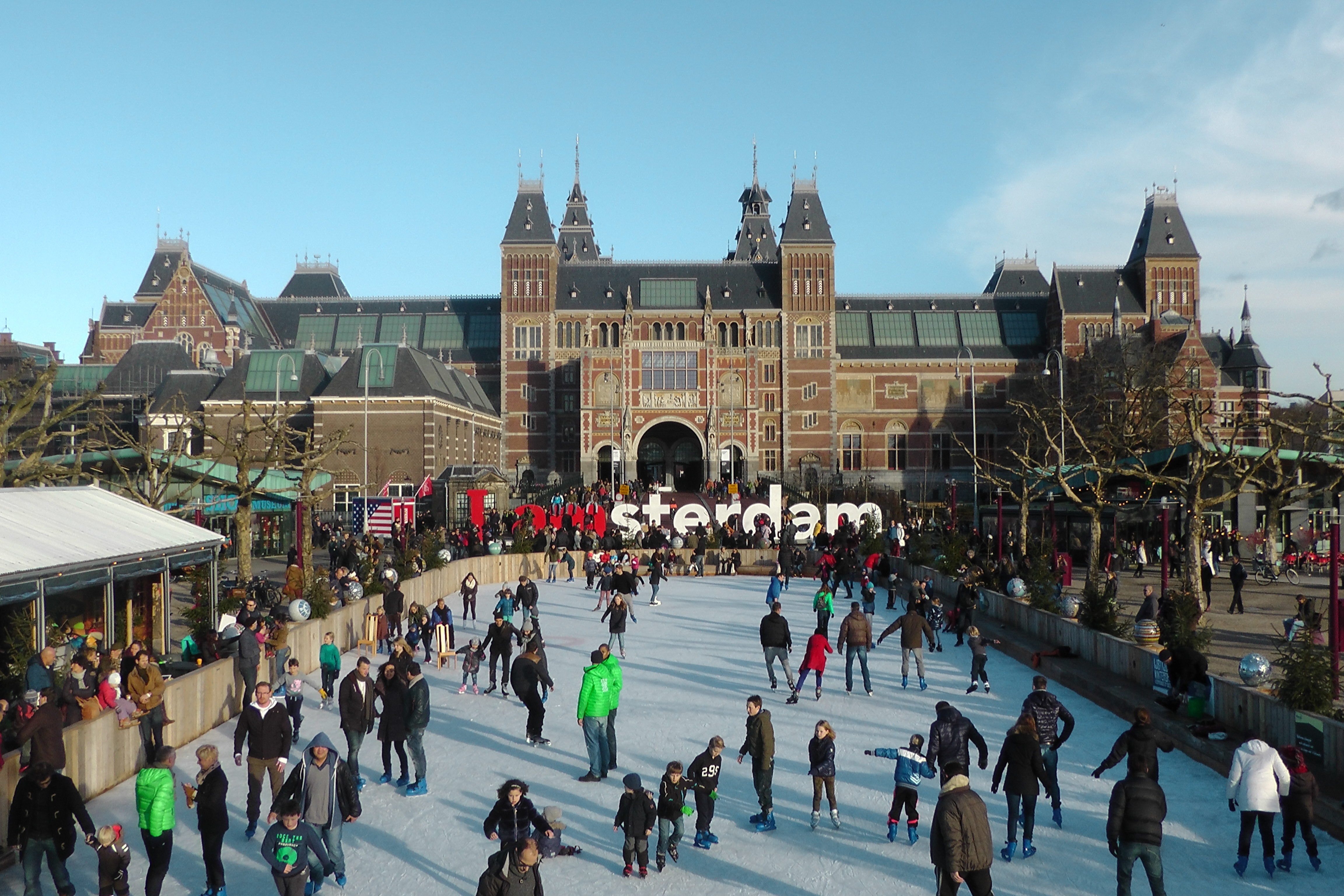
Schaatsen op de bevroren vijver met op de achtergrond het Rijksmuseum
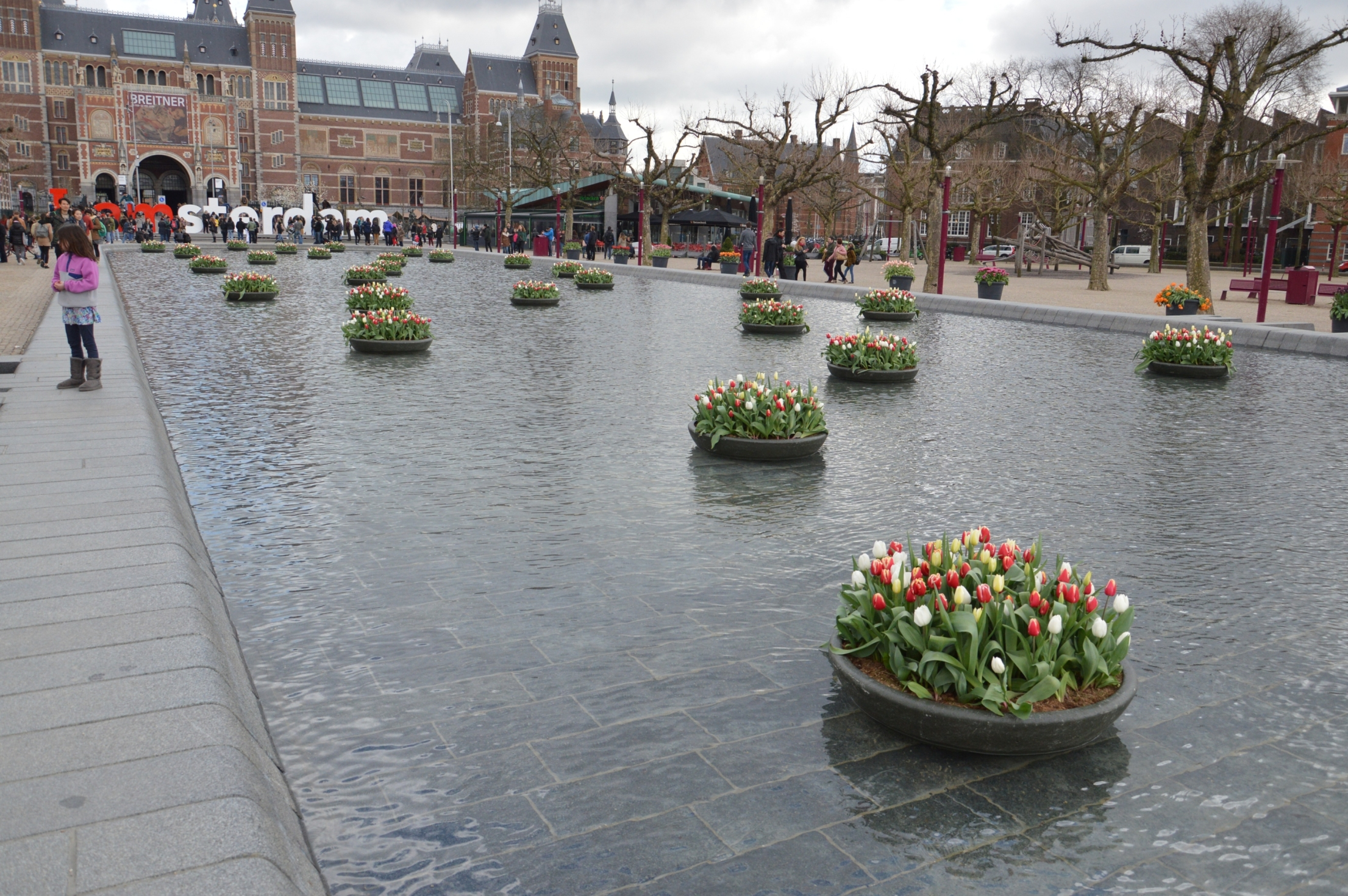
'Tulpen uit Amsterdam' op de vijver
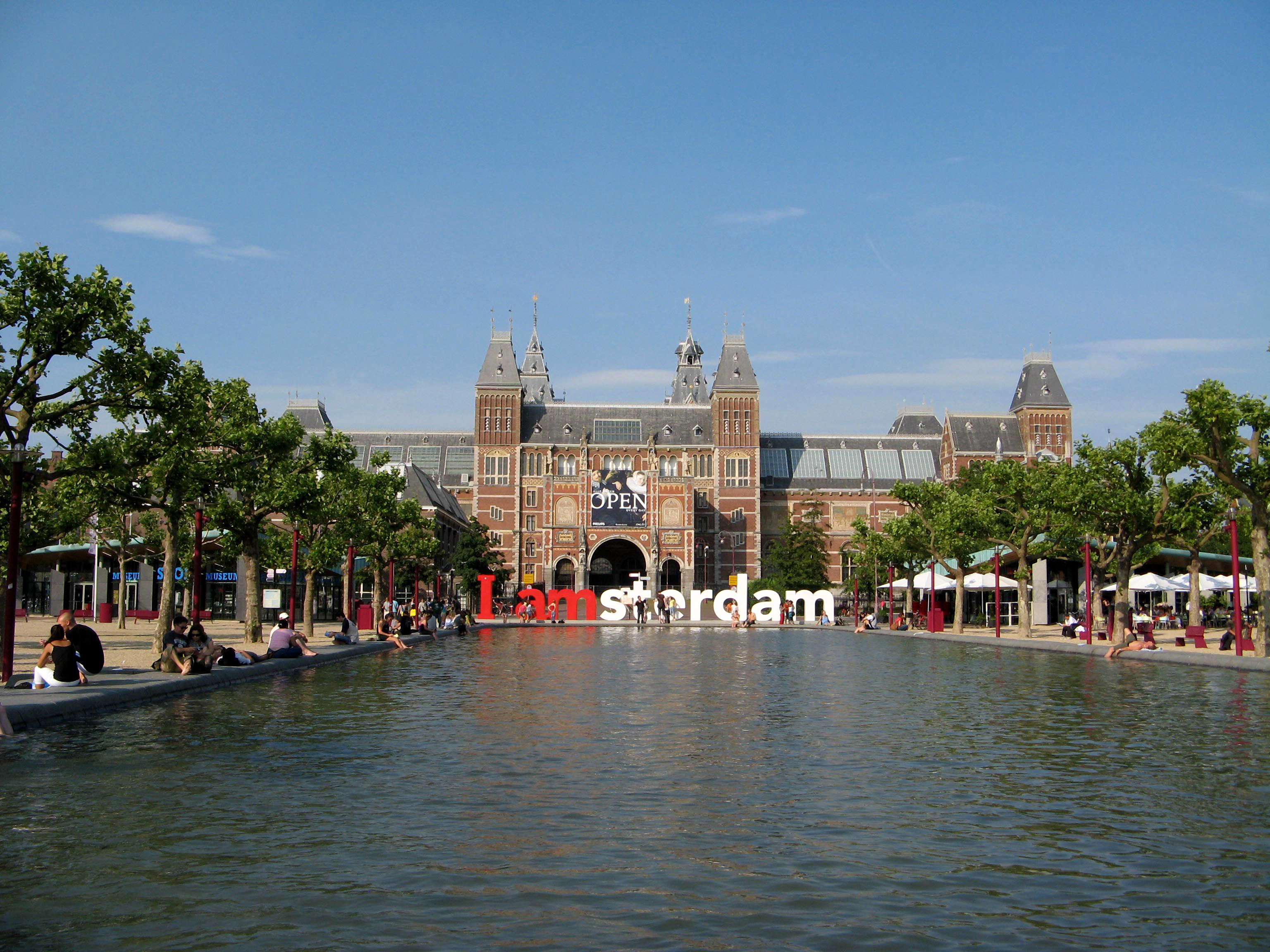
'I Amsterdam' logo